# Calamares (oprogramowanie)

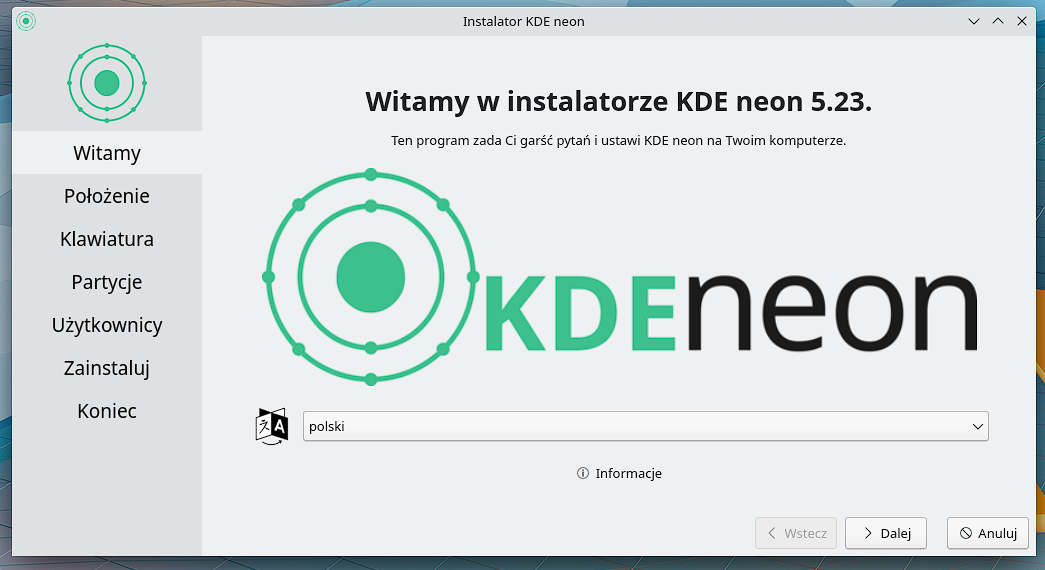
Instalator Calamares zastosowany w dystrybucji linuxa KDE Neon

Calamares – darmowy i niezależny od systemu operacyjnego, otwartoźródłowy instalator systemu dla dystrybucji Linuksa.
Calamares jest używany m.in. przez Garuda Linux, Manjaro, Netrunner, KaOS, KDE neon, Lubuntu, Sabayon Linux, Chakra, EndeavourOS, Artix Linux, Live CD Debiana oraz kilka mniej znanych dystrybucji Linuksa.
Prace na programem w 2014 roku rozpoczął członek społeczności Manjaro Linux’a – Teo Mrnjavaca „przy wsparciu Blue Systems”, później projekt został przejęty przez zespół pracujący nad KaOS.